# Acerataspis
Acerataspis is een geslacht van insecten uit de orde vliesvleugeligen (Hymenoptera) en de familie Ichneumonidae.

## Soorten
- A. clavata (Uchida, 1934)
- A. cruralis Chiu, 1962
- A. formosana Cushman, 1937
- A. fukienensis Chao, 1957
- A. fusiformis (Morley, 1913)
- A. sinensis Michener, 1940
- A. szechuanensis Chao, 1962